# Atletismo nos Jogos Olímpicos de Verão de 2008 - 100 m com barreiras feminino
A competição dos 100 metros com barreiras feminino nos Jogos Olímpicos de Verão de 2008 aconteceu nos dias 17 a 19 de agosto no Estádio Nacional de Pequim. O padrão classificatório é 12.96 (padrão A) e 13.11 (padrão B).

## Medalhistas
| Ouro   | USA Dawn Harper             |
| Prata  | AUS Sally McLellan          |
| Bronze | CAN Priscilla Lopes-Schliep |

## Recordes
Antes desta competição, os recordes mundiais e olímpicos da prova eram os seguintes:
| Tipo | Atleta           | Tempo | Local        | Data                 |
| ---- | ---------------- | ----- | ------------ | -------------------- |
|      | Yordanka Donkova | 12.21 | Stara Zagora | 20 de agosto de 1988 |
|      | Joanna Hayes     | 12.37 | Atenas       | 24 de agosto de 2004 |

## Resultados

### Eliminatórias
Regra de Qualificação: os dois primeiros de cada eliminatória (Q) mais os seis mais rápidos (q) qualificaram-se para a fase seguinte.
| #  | Eliminatória | Nome                        | País                  | Tempo | Notas |
| -- | ------------ | --------------------------- | --------------------- | ----- | ----- |
| 1  | 1            | Josephine Onyia             | ESP Espanha           | 12.68 | Q     |
| 2  | 1            | Susanna Kallur              | SWE Suécia            | 12.68 | Q     |
| 3  | 2            | Vonette Dixon               | JAM Jamaica           | 12.69 | Q, SB |
| 3  | 5            | Brigitte Foster-Hylton      | JAM Jamaica           | 12.69 | Q     |
| 5  | 4            | LoLo Jones                  | USA Estados Unidos    | 12.71 | Q     |
| 6  | 5            | Dawn Harper                 | USA Estados Unidos    | 12.73 | Q     |
| 7  | 2            | Priscilla Lopes-Schliep     | CAN Canadá            | 12.75 | Q     |
| 8  | 3            | Delloreen Ennis-London      | JAM Jamaica           | 12.82 | Q     |
| 9  | 3            | Sally McLellan              | AUS Austrália         | 12.83 | Q     |
| 10 | 4            | Anay Tejeda                 | CUB Cuba              | 12.84 | Q     |
| 11 | 2            | Damu Cherry                 | USA Estados Unidos    | 12.91 | q     |
| 12 | 1            | Nevin Yanit                 | TUR Turquia           | 12.94 | q     |
| 13 | 2            | Carolin Nytra               | GER Alemanha          | 12.95 | q     |
| 14 | 3            | Sarah Claxton               | GBR Grã-Bretanha      | 12.97 | q     |
| 15 | 4            | Reïna-Flor Okori            | FRA França            | 12.98 | q     |
| 15 | 1            | Aurelia Trywiańska-Kollasch | POL Polônia           | 12.98 | q     |
| 17 | 5            | Anastassiya Pilipenko       | KAZ Cazaquistão       | 12.99 |       |
| 18 | 5            | Aleesha Barber              | TRI Trinidad e Tobago | 13.01 | NR    |
| 19 | 4            | Christina Vukicevic         | NOR Noruega           | 13.05 | PB    |
| 20 | 4            | Tatyana Dektyareva          | RUS Rússia            | 13.05 |       |
| 21 | 5            | Yevgeniya Snihur            | UKR Ucrânia           | 13.06 |       |
| 22 | 3            | Yuliya Kondakova            | RUS Rússia            | 13.07 |       |
| 23 | 3            | Angela Whyte                | CAN Canadá            | 13.11 |       |
| 24 | 1            | Micol Cattaneo              | ITA Itália            | 13.13 |       |
| 25 | 2            | Aleksandra Antonova         | RUS Rússia            | 13.18 |       |
| 25 | 1            | Lucie Škrobáková            | CZE República Checa   | 13.18 |       |
| 27 | 4            | Natalya Ivoninskaya         | KAZ Cazaquistão       | 13.20 |       |
| 28 | 2            | Derval O'Rourke             | IRL Irlanda           | 13.22 |       |
| 29 | 5            | Nadine Faustin-Parker       | HAI Haiti             | 13.25 |       |
| 30 | 4            | Toyin Augustus              | NGR Nigéria           | 13.34 |       |
| 31 | 1            | Katsiaryna Paplauskaya      | BLR Bielorrússia      | 13.39 |       |
| 32 | 3            | Yenima Arencibia            | CUB Cuba              | 13.43 |       |
| 33 | 2            | Maíla Machado               | BRA Brasil            | 13.45 |       |
| 34 | 5            | Dedeh Erawati               | INA Indonésia         | 13.49 | NR    |
| 35 | 3            | Flóra Redoúmi               | GRE Grécia            | 13.56 |       |
| 36 | 3            | Edit Vári                   | HUN Hungria           | 13.59 |       |
| 37 | 1            | Miriam Bobková              | SVK Eslováquia        | 13.65 |       |
| 38 | 2            | Fadwa Al Bouza              | SYR Síria             | 14.24 | SB    |
| 39 | 3            | Jeimy Bernardez             | HON Honduras          | 14.29 |       |
| –  | 3            | Fatmata Fofanah             | GUI Guiné             | DNF   |       |

### Semifinais
Regra de Qualificação: Os primeiros quatro de cada eliminatória avançaram para a Final.
| #   | Eliminatória | Nome                        | País               | Reacção | Tempo | Notas |
| --- | ------------ | --------------------------- | ------------------ | ------- | ----- | ----- |
| 1   | 1            | LoLo Jones                  | USA Estados Unidos | 0.172   | 12.43 | Q, PB |
| 2   | 2            | Damu Cherry                 | USA Estados Unidos | 0.189   | 12.62 | Q     |
| 3   | 2            | Dawn Harper                 | USA Estados Unidos | 0.191   | 12.66 | Q     |
| 4   | 1            | Delloreen Ennis-London      | JAM Jamaica        | 0.145   | 12.67 | Q     |
| 5   | 1            | Priscilla Lopes-Schliep     | CAN Canadá         | 0.159   | 12.68 | Q     |
| 6   | 1            | Sally McLellan              | AUS Austrália      | 0.140   | 12.70 | Q     |
| 7   | 2            | Brigitte Foster-Hylton      | JAM Jamaica        | 0.162   | 12.76 | Q     |
| 8   | 2            | Sarah Claxton               | GBR Grã-Bretanha   | 0.145   | 12.84 | Q     |
| 9   | 2            | Vonette Dixon               | JAM Jamaica        | 0.237   | 12.86 |       |
| 10  | 1            | Aurelia Trywiańska-Kollasch | POL Polônia        | 0.118   | 12.96 |       |
| 11  | 1            | Carolin Nytra               | GER Alemanha       | 0.144   | 12.99 |       |
| 12  | 2            | Reïna-Flor Okori            | FRA França         | 0.153   | 13.05 |       |
| 13  | 1            | Nevin Yanit                 | TUR Turquia        | 0.201   | 13.28 |       |
| –   | 2            | Susanna Kallur              | SWE Suécia         | 0.198   | DNF   |       |
| –   | 2            | Anay Tejeda                 | CUB Cuba           | 0.156   | DNF   |       |
| DSQ | 1            | Josephine Onyia             | ESP Espanha        | 0.203   | 12.86 |       |

### Final
| #                 | Pista | Nome                    | País               | Reacção | Time  | Notes |
| ----------------- | ----- | ----------------------- | ------------------ | ------- | ----- | ----- |
| Medalha de ouro   | 6     | Dawn Harper             | USA Estados Unidos | 0.193   | 12.54 | PB    |
| Medalha de prata  | 3     | Sally McLellan          | AUS Austrália      | 0.138   | 12.64 |       |
| Medalha de bronze | 8     | Priscilla Lopes-Schliep | CAN Canadá         | 0.174   | 12.64 |       |
| 4                 | 7     | Damu Cherry             | USA Estados Unidos | 0.239   | 12.65 |       |
| 5                 | 5     | Delloreen Ennis-London  | JAM Jamaica        | 0.151   | 12.65 |       |
| 6                 | 9     | Brigitte Foster-Hylton  | JAM Jamaica        | 0.167   | 12.66 |       |
| 7                 | 4     | LoLo Jones              | USA Estados Unidos | 0.185   | 12.72 |       |
| 8                 | 2     | Sarah Claxton           | GBR Grã-Bretanha   | 0.163   | 12.94 |       |

Legenda
| Recorde mundial      | Recorde mundial (World record)               |                       | Recorde africano                      | Recorde africano (African) |                                           | Q | Classificado por posição (Qualified) |
| Recorde olímpico     | Recorde olímpico (Olympic record)            | Recorde da América    | Recorde da América (Americas)         | q                          | Classificado por melhor tempo (Qualified) |   |                                      |
| Melhor marca do ano  | Melhor marca do ano (World leading)          | Recorde asiático      | Recorde asiático (Asian)              | DNS                        | Não largou (Did not start)                |   |                                      |
| Recorde nacional     | Recorde nacional (National record)           | Recorde europeu       | Recorde europeu (European)            | DNF                        | Não terminou (Did not finish)             |   |                                      |
| Recorde pessoal      | Recorde pessoal do atleta (Personal best)    | Recorde da Oceania    | Recorde da Oceania (Oceania)          | DSQ / DQ                   | Desclassificado (Disqualified)            |   |                                      |
| Recorde da temporada | Recorde da temporada do atleta (Season best) | Recorde sul-americano | Recorde sul-americano (South America) | NM                         | Sem marca (No mark)                       |   |                                      |